# 初ワンマンライブ（決）〜君への想い時期尚早〜
| 専門評論家によるレビュー            | 専門評論家によるレビュー |
| レビュー・スコア                    | レビュー・スコア         |
| 出典                                | 評価                     |
| ----------------------------------- | ------------------------ |
| 『Rolling Stone Japan』（南波一海） | [ 2 ]                    |

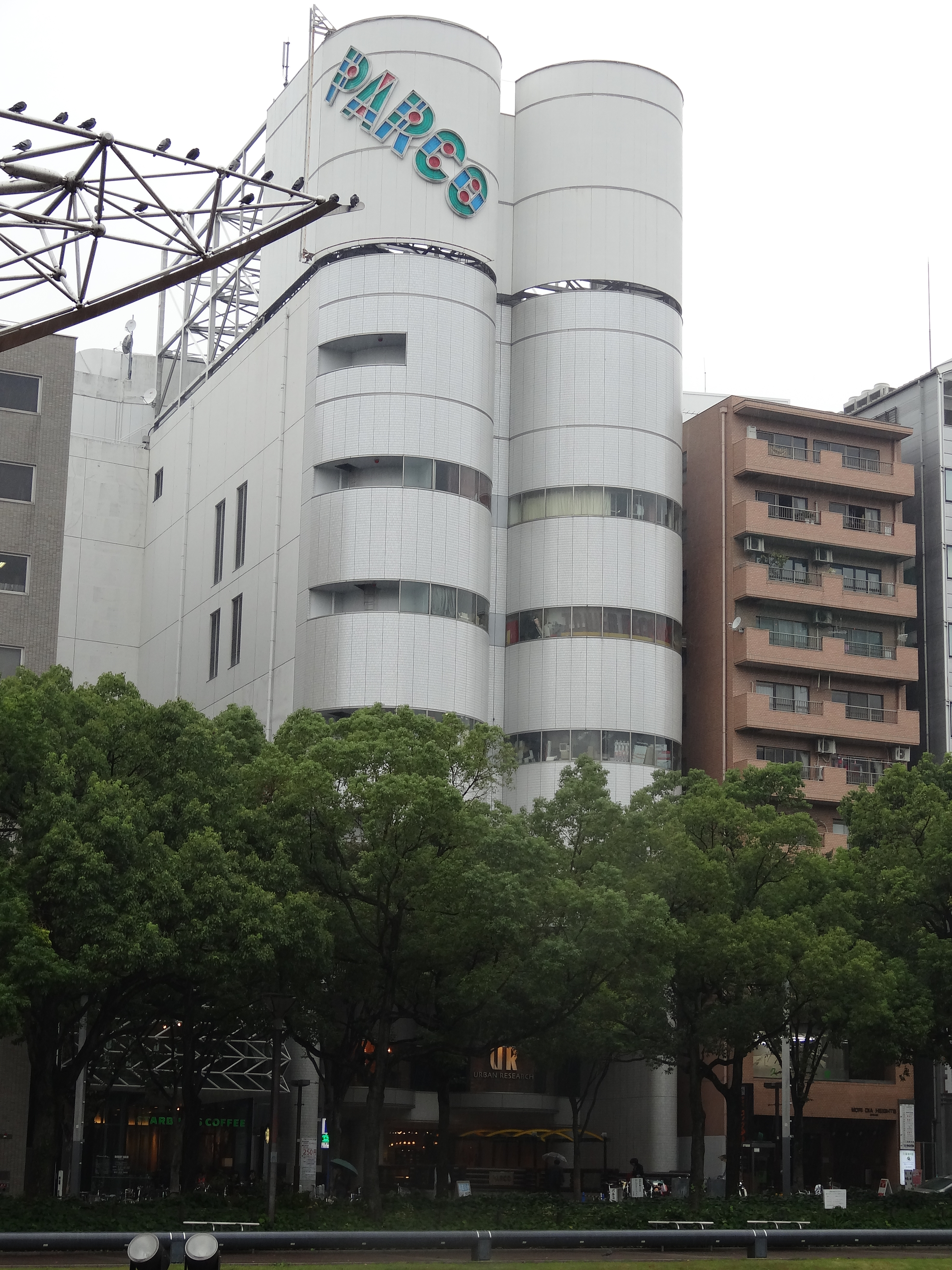
会場の名古屋CLUB QUATTRO（名古屋パルコ東館内）

『初ワンマンライブ（決）〜君への想い時期尚早〜』（はつワンマンライブ はつ けつ きみへのおもいじきしょうそう）は、チームしゃちほこのライブ映像作品。コンサートは2012年12月30日に愛知・名古屋CLUB QUATTROで行われた。2013年4月24日にワーナーミュージック・ジャパンからDVDとBlu-rayで発売された。

## 公演データ
- 日程：2012年12月30日（日曜日）
- 場所：名古屋CLUB QUATTRO
- 開場：14時30分／開演：15時（いずれもJST）

## 収録曲
1. 乙女受験戦争
2. ごぶれい!しゃちほこでらックス
3. 待つわ〜DD大歓迎!〜
4. いただきっニッポン!〜おみそれしましたなごやめし〜
5. ザ・スターダストボウリング
6. お願い!unBORDE
7. もーちょっと走れ!!!
8. 恋人はスナイパー
9. ピザです!
10. トリプルセブン

アンコール
11. 乙女受験戦争
12. でらディスコ
特典映像
- 初ワンマンライブ（裏）〜限りなく透明に近いしゃちほこ〜